# Harry Jackson (Radsportler)

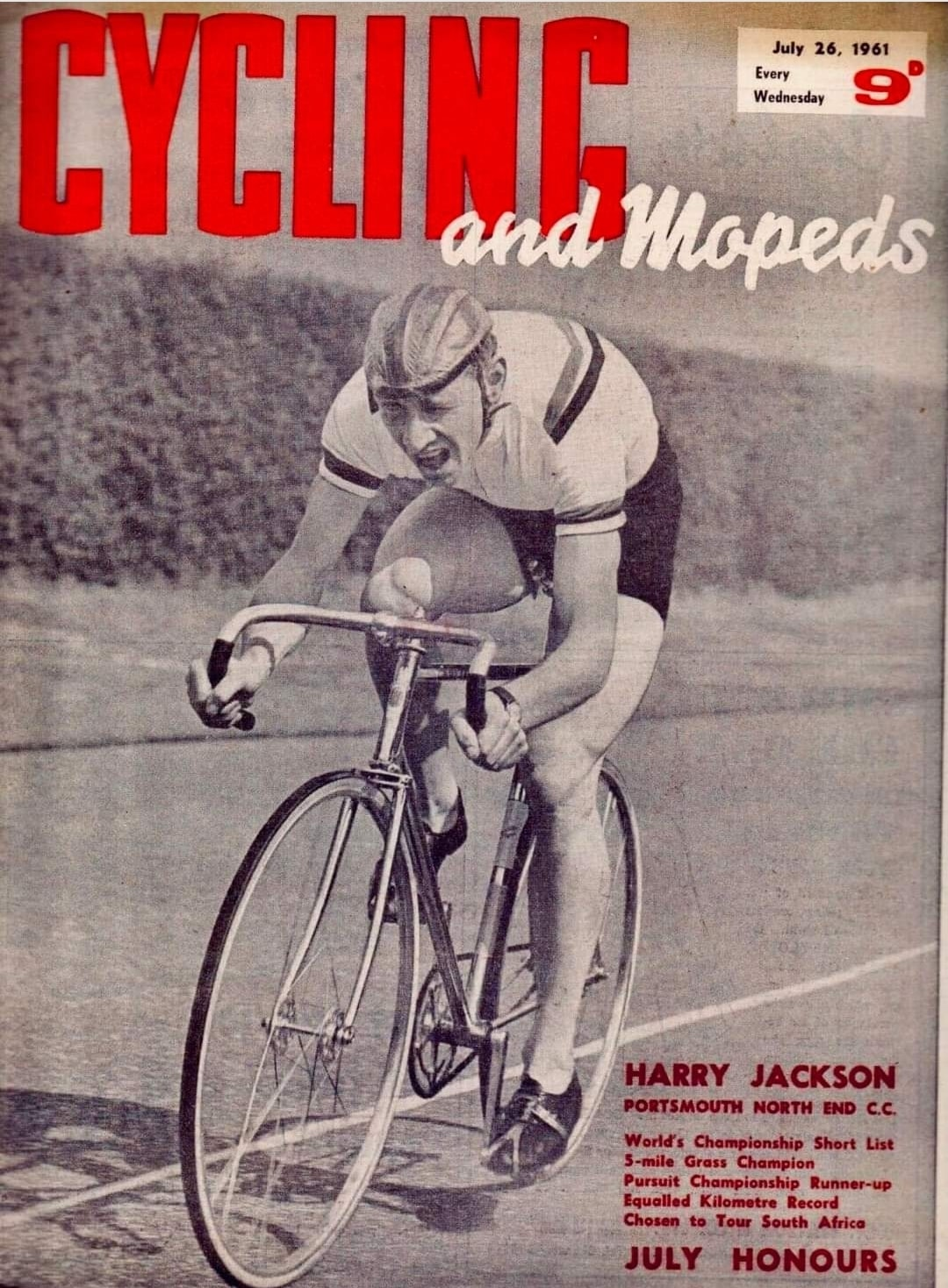
Harry Kenneth Jackson

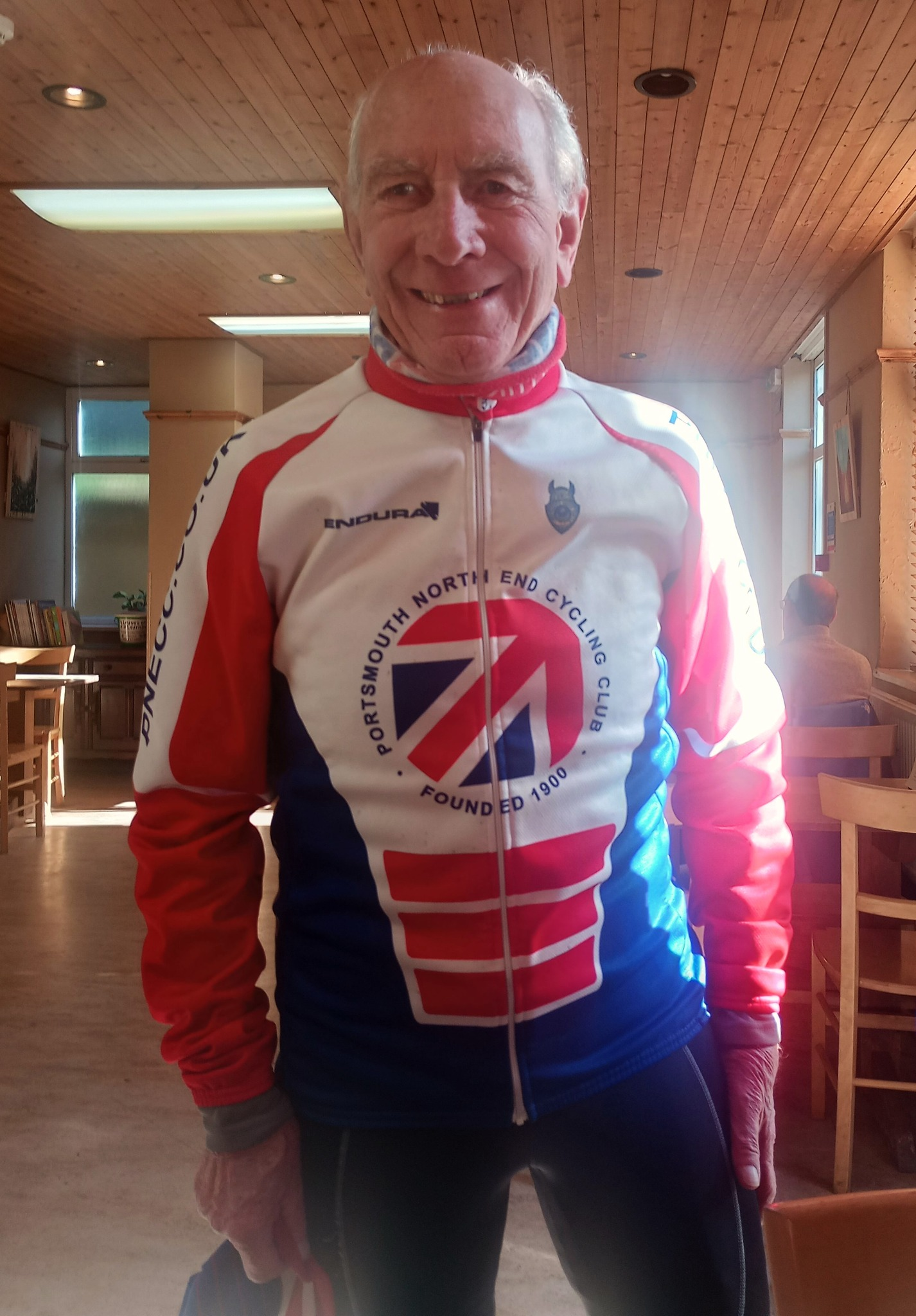
Harry Jackson, 2024

Harry Kenneth Jackson (* 26. Mai 1941 in Monton oder Eccles (Salford)) ist ein ehemaliger britischer Radrennfahrer.

## Sportliche Laufbahn
Jackson war im Bahnradsport und im Straßenradsport aktiv. Er war Teilnehmer der Olympischen Sommerspiele 1964 in Tokio. Dort war er in der Mannschaftsverfolgung am Start. Der britische Bahnvierer mit Brian Sandy, Trevor Bull, Harry Jackson und Hugh Porter schied in den Vorläufen aus.
An den Olympischen Sommerspielen 1968 in Montreal war er ebenfalls Teilnehmer. Auch dort schied das britische Team mit Ian Alsop, Harry Jackson, Ian Hallam und Ronald Keeble in den Vorläufen aus.
1962 gewann er bei Commonwealth Games die Bronzemedaille in der Einerverfolgung. Auch im Punktefahren und im 1000-Meter-Zeitfahren war er am Start. 1966 bestritt er die Mannschaftsverfolgung bei den Commonwealth Games. Die nationale Meisterschaft in der Einerverfolgung gewann Jackson 1961 vor Charly McCoy. 1968 siegte er im Rennen The Golden Wheel in London. Im Muratti Gold Cup wurde er 1964 Zweiter hinter Arie de Graf. Er gewann 1968 das Rennen The Golden Wheel, ein traditionsreiches internationales Bahnrennen in London. Jackson gewann eine Reihe von Eintagesrennen und Etappen in kürzeren Rundfahrten in Großbritannien.